# Audianie
Audianie, antropomorfici – wczesnochrześcijańska sekta religijna, działająca w IV i V wieku na terenie Syrii, Palestyny, Arabii, Mezopotamii, a także nad Morzem Czarnym.
Twórcą ruchu był pochodzący z Syrii anachoreta imieniem Audios, będący duchownym w Edessie. Nielegalnie wyświęcony na biskupa, został skazany przez cesarza Konstancjusza II (337–361) na zesłanie do Mezji Dolnej, skąd zbiegł na drugą stronę Dunaju, na tereny zamieszkane przez Gotów. Tam rozwinął działalność misyjną, zakładając liczne wspólnoty i klasztory.
Powstanie wspólnoty audiańskiej miało początkowo charakter schizmatycki, a nie heretycki, bowiem sam Audios nie kwestionował żadnych dogmatów wiary. Z czasem jednak jego naśladowcy ulegli wpływom gnostycko-manichejskim, a w ich doktrynie pojawiły się wątki antropomorfizmu. Głosili, że Bóg nie stworzył ciemności, ognia ani wody, bowiem istniały one odwiecznie wraz z nim.
Audianie nawoływali do rygorystycznej reformy życia duchowieństwa i odrzucali przyjętą na soborze nicejskim datę Wielkanocy, świętując ją w tym samym czasie, co żydowska Pascha. Prowadzili życie klasztorne. Byli zwolennikami cichej i indywidualnej modlitwy. Grzesznikom udzielali rozgrzeszenia bez wyznaczenia pokuty: penitent musiał tylko przejść między dwoma rzędami świętych ksiąg. Audianie byli twórcami bogatej literatury o charakterze apokaliptyczno-wizyjnym, która do czasów współczesnych zachowała się tylko we fragmentach.
Odizolowane od Kościoła powszechnego wspólnoty audiańskie najdłużej przetrwały w wiejskich regionach Mezopotamii. Ostatnie wzmianki na ich temat pochodzą z V wieku.